# Bryanthus
Bryanthus é um género botânico pertencente à família Ericaceae.